# Estadio Parque ANCAP
El estadio Parque ANCAP es el estadio donde el club Uruguay Montevideo juega de local. El predio pertenece a ANCAP pero se lo cedió al club por cien años en 1976. Fue inaugurado en 1991 y posee capacidad para 1500 personas.

## Historia
El estadio se inauguró en 1991, tras una concesión de Ancap a Uruguay Montevideo de unos terrenos, en 1976. El escenario se encuentra ubicado en Pueblo Victoria, a escasos metros de la sede del club. En concreto, se lozaliza sobre la Ruta 1, en los accesos por el Oeste de la ciudad de Montevideo y frente a la refinería La Teja y el río de la Plata, casi que equidistante por 1 kilómetro de distancia entremedio de la cancha de Progreso (hacia el Oeste) y la cancha de Fénix (hacia el centro), ambos escenarios también ubicados sobre Ruta 1 y frente al Río de la Plata.
La capacidad del estadio es de 1.500 espectadores sentados. En ocasiones, el escenario es alquilado por otros equipos de las divisionales de ascenso.